# Lexus LM
Le Lexus LM est un grand monospace premium (ou van destiné au transport de passagers) produit par le constructeur automobile japonais Lexus à partir de 2020 en deux générations.

## 1regénération (2020-2023)
Le LM (pour "Luxury Minivan") de première génération est un grand monospace premium produit de 2020 à 2023. Version haut de gamme du duo Toyota Alphard / Vellfire, il est seulement vendu dans certains pays d'Asie orientale, dont la Chine, les Philippines, la Thaïlande ou Singapour mais pas au Japon. Il est un concurrent du Mercedes-Benz Classe V.

### Présentation

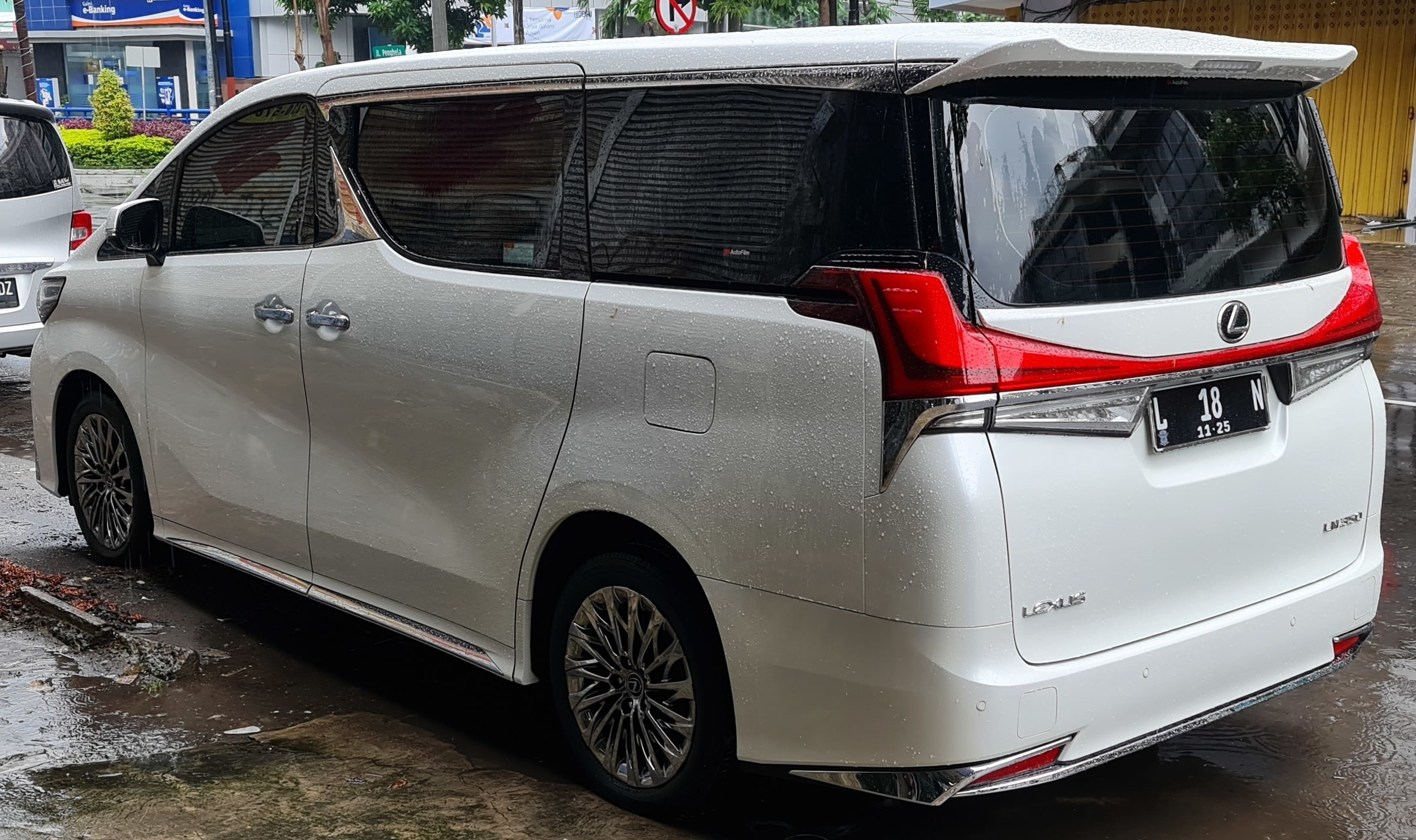
Lexus LM I

Le Lexus LM de première génération est présenté le 17 avril 2019 au salon de Shanghai, en Chine.
Ce grand van est doté d'une immense calandre entourée d'un cerclage chromé.

### Caractéristiques techniques
Le Lexus LM est basé sur le Toyota Alphard de troisième génération. Il est disponible en version 4 ou 7 places et dans sa version la plus luxueuse, il est disponible avec un écran de 26 pouces pour les passagers arrière.

#### Motorisation
| Lexus                      | Lexus LM  | Lexus LM                   |
| Lexus                      | LM350     | LM350h                     |
| -------------------------- | --------- | -------------------------- |
| Moteur                     | V6 3,5 L  | 4-cylindres en ligne 2,5 L |
| Cylindrée (cm3)            |           |                            |
| Puissance maximale ch (kW) | 280       | 182                        |
| au régime de (tr/min)      |           |                            |
| Couple maximal (N m)       | 344       | 270                        |
| au régime de (tr/min)      |           |                            |
| Boîte de vitesses          |           |                            |
| Transmission               | Intégrale | Traction ou intégrale      |
| Vitesse maximale (km/h)    |           |                            |
| 0-100 km/h (s)             |           |                            |
| Consommation (L/100 km)    |           |                            |
| Émissions de CO2 (g/km)    |           |                            |
| Masse à vide (kg)          |           |                            |
| Norme environnementale     |           |                            |

## 2egénération (2023-)
La seconde génération de LM (pour "Luxury Mover") est produite à partir de 2023 et commercialisée en Asie et pour la première fois en Europe et au Japon,.

### Présentation
Le LM II est présenté le 18 avril 2023 au salon de Shanghai, en Chine.
Le monospace repose sur la plateforme technique GA-K du groupe Toyota, et il est décliné en version à 4 et à 7 places.
Le lancement commercial en France intervient au mois de juin 2023.

#### Motorisation
| Lexus                      | Lexus LM                   |
| Lexus                      | LM350h                     |
| -------------------------- | -------------------------- |
| Moteur                     | 4-cylindres en ligne 2,5 L |
| Cylindrée (cm3)            | 2487                       |
| Puissance maximale ch (kW) | 250 (184)                  |
| au régime de (tr/min)      |                            |
| Couple maximal (N m)       | 239                        |
| au régime de (tr/min)      | 4300 à 5000                |
| Boîte de vitesses          |                            |
| Transmission               | Intégrale (E-Four)         |
| Vitesse maximale (km/h)    | 190                        |
| 0-100 km/h (s)             |                            |
| Consommation (L/100 km)    |                            |
| Émissions de CO2 (g/km)    |                            |
| Masse à vide (kg)          |                            |
| Norme environnementale     |                            |